# Achampudur
Achampudur es una ciudad y nagar Panchayat situada en el distrito de Tenkasi en el estado de Tamil Nadu (India). Su población es de 13566 habitantes (2011).

## Demografía
Según el censo de 2011 la población de Achampudur era de 13566 habitantes, de los cuales 6869 eran hombres y 6697 eran mujeres. Achampudur tiene una tasa media de alfabetización del 74,18%, inferior a la media estatal del 80,09%: la alfabetización masculina es del 82,95%, y la alfabetización femenina del 65,21%.